# آوونسون (آردن)
آوونسون (به فرانسوی: Avançon) یک کمون در فرانسه است که در آردن (دپارتمان) واقع شده‌است. آوونسون ۲۰٫۹۹ کیلومتر مربع مساحت دارد ۹۵ متر بالاتر از سطح دریا واقع شده‌است.